# NINJA 2009 Summer Tour EP
NINJA 2009 Summer Tour EP es un EP puesto a la venta en la página de Internet NINJA2009.com el 20 de marzo de 2009. Este contiene seis temas de Nine Inch Nails, Jane's Addiction y Street Sweeper (ahora llamado Street Sweeper Social Club), todos los cuales habían sido lanzados previamente.
Un poco tiempo después de la puesta para descargar del EP, Trent Reznor lanzó multitracks de tres canciones. "Chip Away", "Clap For The Killers", and "Whores."

## Lista de temas
1. Jane's Addicition, "Chip Away"
2. Nine Inch Nails, "Not So Pretty Now"
3. Street Sweeper, "Clap For The Killers"
4. Jane's Addiction, "Whores"
5. Nine Inch Nails, "Non-Entity"
6. Street Sweeper, "The Oath"